# Font de Menyoliva
La Font de Menyoliva és una font del terme municipal d'Isona i Conca Dellà, en territori de la vila de Conques, de l'antic municipi de Conques. Està situada a 514 m d'altitud, a la partida de Menyoliva, a los Sots, a l'esquerra del riu de Conques, prop i a llevant d'on hi aflueix el barranc de la Colomina. És al sud de la vila de Conques.